# 兵藤隆
兵藤 隆（ひょうどう たかし、1965年11月 - ）は、日本の経済学者。専門は金融論。学位は修士（経済学）。山口大学経済学部大学院教授。金融論の研究者。地域金融のシステムの在り方を中心に、新しいマクロ経済モデルを追求・研究。日本金融学会（JSME）理事。生活経済学会理事。元山口大学教育機構アドミッションセンター長。

## 略歴
1989年、山口大学経済学部経営学科卒業。1994年、神戸大学経済学研究科単位取得満期退学。金融論、博士課程。同年、山口大学経済学部講師、1996年に同大学助教授、2004年に同大学教授を経て、2010年、同大学院経済学研究科教授に就任。日本金融学会元委員。2011年7月〜2013年3月、大学教育機構アドミッションセンター長に就く。山口大学教育研究評議委員会評議員、生活経済学会理事、日本金融学会理事である。

## 人物
金融学に興味を持ったきっかけとして、小学生の頃の第1次オイルショックや、中学生の頃の第2次オイルショック、その後のバブルの時代からデフレへの経済の移り変わりを体験し、経済状況の変化と国民の生活への波及との関係に着目。「変化する経済に対応していく社会を構築する」という視点で研究に取り組むようになった。

## 活動
- 2003年  第384回神戸大学金融研究会にて、「マクロ経済分析の新機軸：ローマーモデル」を発表[5]。
- 2005年  生活経済学会第21回研究大会プログラムにて、「金融機能強化プログラムと地域金融再編」を発表。
- 2016年1月、山口県立防府高等学校にて、『お金の話』と題して普通科2年生を対象に大学出前講義を行っている[6]。

## 業績・研究

### 著書・論文
- 「保険事業のイノベーション」（慶應義塾大学出版会、2008年）
- 「金融機能強化プログラムと地域金融再編」（山口経済誌、第53巻、2004年）
- 「電子マネーをとりまく諸問題」（公庫団信レポート、2004年）
- 『現代金融論』（有斐閣、2004年）
- 「マクロ経済学の新機軸：ローマーモデル」(山口経済学誌、第51巻、2003年）[7]
- 『現代経済学のコア  金融』（勁草書房、2002年）
- 『金融論入門』（中央経済社、2002年）